# Swimming Pool (Film)
Swimming Pool ist ein französischer Thriller von François Ozon mit Charlotte Rampling und Ludivine Sagnier in den Hauptrollen. Er wurde im Jahr 2002 im Lubéron (Südfrankreich) und Großbritannien gedreht und 2003 auf den Internationalen Filmfestspielen von Cannes uraufgeführt. Er ist nicht zu verwechseln mit dem französisch-italienischen Film Der Swimmingpool (La Piscine) von 1969.

## Handlung
Sarah Morton, eine englische Autorin von Kriminalromanen, ist mit ihrem Leben unzufrieden und kämpft mit einer Schreibblockade. Daher nimmt sie die Einladung ihres Verlegers und Freundes John an, in seiner Villa in Südfrankreich in aller Ruhe an ihrem neuen Roman zu schreiben. Überraschend trifft dort in der zweiten Nacht eine junge blonde Frau ein, die sich als Johns Tochter Julie vorstellt. Sarah ist empört, weil sie gehofft hatte, in der ländlichen Abgeschiedenheit des Ferienhauses endlich zu sich zu finden.
Julie hat jede Nacht One-Night-Stands mit flüchtigen Bekanntschaften. Sarah ändert ihre Haltung gegenüber der jungen Frau. Statt sich in steifer Manier über Julie zu beschweren, ist sie auf einmal sehr an ihrem Leben und ihrem Verhältnis zu ihren Eltern interessiert; sie verwirft ihr ursprüngliches Buchprojekt und beginnt eine neue Geschichte. Als Julie sich in Sarahs Zimmer schleicht, heimlich ihr Manuskript liest und sich darin wiedererkennt, ist sie wütend. In der folgenden Nacht kommt sie mit dem Kellner Franck nach Hause, der in dem Café arbeitet, in dem Sarah jeden Mittag isst und mit dem sie dabei flirtet. Der Abend verläuft nicht ganz, wie Julie es sich vorgestellt hat, denn Franck ist offensichtlich mehr an Sarah als an ihr interessiert und will nach Hause gehen, ohne dass er Sex mit Julie hatte. Julie streitet mit ihm am Swimmingpool unterhalb der Villa. Wegen des Lärms steckt sich Sarah Stöpsel in die Ohren, um schlafen zu können. 
Als Sarah am nächsten Tag wie üblich in Francks Café zum Essen erscheint, ist es geschlossen, und sie erfährt, dass Franck nicht gekommen sei. Sarah beschleicht ein Verdacht, dass ihm etwas zugestoßen ist. So fährt sie zu seinem Haus im Nachbarort, wo sie ihn aber auch nicht antrifft. Bei ihrer Rückkehr in die Villa findet Sarah Julie weinend auf ihrem Bett vor. Julie scheint unter Schock zu stehen; sie glaubt, dass Sarah ihre Mutter sei, die bei einem Unfall ums Leben gekommen war. Schluchzend dankt sie ihr, dass sie endlich wieder da ist. Schließlich stellt sich heraus, dass Julie Franck in dieser Nacht mit einem Stein erschlagen und seine Leiche in der Garage versteckt hat. Sarah und Julie vergraben ihn am Rand des Gartens. Als Marcel, der Gärtner, erscheint, wundert er sich über das offenbar frisch umgegrabene Erdreich, doch mit sexuellen Avancen lenkt Sarah ihn ab.
Bei ihrer Rückkehr nach London legt Sarah John das fertige Manuskript vor. Da es nicht ihrem üblichen literarischen Stil zu entsprechen scheint, den ihre Leser vermeintlich von ihr erwarten, will John es nicht veröffentlichen. Daraufhin überreicht ihm Sarah, die das erwartet hatte, ihren Roman in einem bereits gebundenen, von ihr signierten Exemplar – offenbar hat sie es schon von einem anderen Verlag drucken lassen. John ist überrascht, ihre Wege trennen sich. 
Beim Verlassen des Büros begegnet Sarah einem blonden Mädchen, der Tochter des Verlegers. Doch ist dies nicht Julie, sondern Julia. Es bleibt offen, ob John zwei Töchter hat oder Julie nur eine Einbildung Sarahs war, möglicherweise inspiriert von Julia. Die Vagheit der Erzählung lässt weitere Interpretationen zu (siehe das Zitat unten).

## Kritik
„Ein fabulierfreudiges, hervorragend gespieltes, ebenso anregend wie delikat ersonnenes Vexierspiel um kreative Gestaltung, das zirzensisch und tiefgründig zugleich um existenzielle Fragen, Daseinsansprüche und Lebensbedürfnisse, Ängste und ihre Bewältigung kreist.“

„Ozon schrieb die Rolle der Sarah seinen Hauptdarstellerinnen auf den Leib, Charlotte Rampling (…) überzeugt als früh verwelkte Frau, deren Weiblichkeit nach und nach wieder erblüht. Ludivine Sagnier spielt die aufreizende junge Julie.“

„Ozon geht es hier nicht um einen Krimiplot, sondern um Atmosphäre. Mit voyeuristischer Distanz verfolgt er die beiden Frauen, manche Szenen muten wie ein schwüler Tagtraum an. Ob Julie für Sarah eine Inspiration- oder doch nur Phantasiefigur, womöglich ihr Alter ego ist, kann man sich auch am Ende noch selbst zusammenreimen. Vor allem aber ist Swimming Pool ein Film der beiden großartigen Hauptdarstellerinnen. Neben der Souveränität von Charlotte Rampling brilliert Ludivine Sagnier als Luder mit einem beispiellosen Hauch von Haltlosigkeit und Tragik. Ihre Erotik liegt dabei nicht in der Freizügigkeit.“

## Weitere Informationen
Ozon sagte in einem Interview der taz vom 14. August 2003: „Ab einer bestimmten Stelle im Film weiß man nicht mehr, ob man sich gerade im Film, im Buch, das Sarah schreibt, oder in der Phantasie von Sarah Morton befindet.“
Die Villa mit Swimming Pool befindet sich in der französischen Gemeinde Ménerbes im Département Vaucluse.
Der Spielfilm ist keine Neuverfilmung von Jacques Derays Der Swimmingpool mit Romy Schneider und Alain Delon von 1969. Nach eigenem Bekunden hat Ozon Derays Film erst nach der Fertigstellung seines eigenen Films wiedergesehen: „Ich mochte die Atmosphäre, aber der Plot war etwas langatmig. Allerdings sind Romy Schneider und Alain Delon zusammen sehr sexy, und man kann die Anziehungkraft zwischen den beiden spüren, besonders in der sadomasochistischen Szene, die in den Siebzigern sehr provokativ war.“